# Vanillerostbraten
Der Vanillerostbraten ist ein klassisches Gericht der österreichischen und insbesondere der Wiener Küche, der in seiner Zubereitung dem Zwiebelrostbraten ähnlich ist.
Entgegen seinem Namen wird er nicht mit Vanille, sondern mit Knoblauch gewürzt, was dadurch zu erklären ist, dass Vanille zur Zeit der Entstehung dieses Gerichts aufgrund ihres hohen Preises, der durch den aufwendigen Transport aus Mesoamerika und die Absenz künstlicher Ersatzstoffe begründet war, nur gehobenen Schichten zugänglich war. Knoblauch wurde, als Vanille an den europäischen Adelshöfen populär wurde, scherzhaft als Vanille des kleinen Mannes oder Vanille der Armen bezeichnet (siehe auch: Vanille „Wissenswertes“).
Zur Zubereitung werden dünn plattierte, mit Salz, Pfeffer und Knoblauch gewürzte Scheiben von Roastbeef (auch Rostbraten oder Beiried genannt) einseitig mit Mehl bestaubt und angebraten. Anschließend wird aus dem Bratensatz unter Zugabe von braunem Fond, Knoblauch und weiteren Gewürzen ein Saft hergestellt, der anschließend mit Butterflocken zur Sauce montiert wird, in der das Fleisch noch einmal nach alter Wiener Manier butterweich gedünstet wird.
Klassische Beilage sind Braterdäpfel.